# Stephen Crane

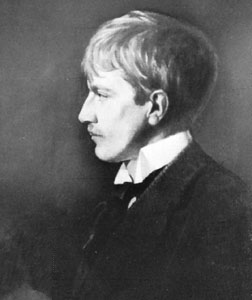
Na obraze Corwina Linsona v roce 1894

Stephen Crane (1. listopadu 1871 Newark – 5. června 1900 Badenweiler) byl americký romanopisec, povídkář, básník a novinář. Během svého krátkého života psal dílo v realistické tradici s některými znaky raného amerického naturalismu a expresionismu. Moderními kritiky je označován za jednoho z nejinovativnějších spisovatelů své generace.

## Životopis
Crane se narodil jako osmé přeživší dítě v rodině metodistického pastora. Vyrostl v několika městech ve státech New Jersey a New York. Po otcově smrti v roce 1879 se rodina usadila ve městě Asbury Park ve státě New Jersey. O vysokoškolské studium nejevil Crane velký zájem. Nejprve se zapsal na Lafayette College v Pensylvánii na obor báňské inženýrství, pak na Syracuse University zkoušel studovat literaturu. Na obou školách vydržel sotva rok. Daleko víc ho zajímalo psaní: už v šestnácti se pokoušel publikovat v novinách. V roce 1891 opustil vysokoškolská studia a začal v New Yorku pracovat jako reportér a spisovatel. Zprvu s podporou staršího bratra, který měl zpravodajskou kancelář, která tamním listům dodávala zprávy.
První větší próza s názvem Maggie, a Girl of the Streets (Maggie, děvče z ulice) vyšla v roce 1893. V době vydání se nesetkala s ohlasem, až později byla označena za první román amerického naturalismu. Mezinárodního věhlasu dobyl románem Rudý odznak odvahy na motivy americké občanské války, který vyšel v roce 1895. Tento román napsal bez válečných zkušeností.
Novinářská práce ho v polovině 90. let zavedla do Mexika, na Kubu a na americký západ. Později přijal nabídku na místo vojenského dopisovatele ve španělsko-americké válce. Během plavby na Kubu v roce 1896 jeho loď Commodore ztroskotala a Crane strávil mnoho hodin v záchranném člunu. To se jednak podepsalo na jeho zdraví, jednak mu zážitek poskytl inspiraci k povídce The open Boat (Otevřený člun). Ještě před tím, když čekal ve floridském Jacksonville na loď na Commodore, se tam setkal s Corou Stewartovou (1868–1910), která se stala jeho životní partnerkou. K Cranově pověsti bouřliváka a alkoholika nepřispělo, že Stewartová kromě toho, že vlastnila noční klub, byla vdaná – její manžel nedal souhlas k rozvodu. Poslední tři roky svého života žil s Corou v Anglii. Zde se seznámil se spisovateli jako byl Joseph Conrad, H. G. Wells a Henry James. Stižen finančními problémy a nemocný se Crane dostal do sanatoria ve Schwarzwaldu, kde také na tuberkulózu ve svých dvaceti osmi letech zemřel.
V době svého úmrtí hrál významnou roli v americké literatuře, ale po ní byl na dvě desetiletí téměř zapomenut. Poté byl znovu objeven. Pro Cranea stylistu je typický intenzivní popis spolu s výrazným dialektem a ironií. Běžná témata jsou strach, duševní krize a sociální odloučení. Další rovina Craneovy tvorby je nekonvenční básnická tvorba. Za mistrné jsou považovány jeho povídky. Jeho dílo, obsahující pět krátkých románů či novel, dvě sbírky veršů a 86 povídek, mělo velký vliv na řadu spisovatelů 20. století, mezi nejvýznamnější patří Ernest Hemingway; stejně tak se předpokládá, že měl vliv na moderní hnutí a imagismus.

## Dílo (výběr)
- 1893 – Maggie: A Girl of the Streets, česky  Maggie, dítě ulice. [s.l.]: Československý spisovatel, 1962. 100 s.
- 1895 – The Red Badge of Courage, česky  Rudý odznak odvahy. [s.l.]: Státní nakladatelství krásné literatury, hudby a umění, 1958. 208 s.
- 1895 – The Black Riders and Other Lines (Černí jezdci a jiné verše)
- 1896 – George's Mother (Georgeova matka, novela)
- 1896 – The Little Regiment (Malý regiment, povídka)
- 1896 – The Third Violet (Třetí fialka, román)
- 1898 – The open Boat (Otevřený člun, povídka)
- 1899 – War is Kind (Válka je laskavá, sbírka básní)
- 1899 – Active Service (Činná služba, román)
- 1899 – The Monster and Other Stories (Příšera a jiné povídky)
- 1900 – The Whilomville Stories (Whilomvilské povídky)
- 1900 – Wounds in the Rain: War Stories (Rány v dešti: válečné povídky)
- 1903 – The O’Ruddy (O’Ruddy, nedokončený román)